# Trémeur
Trémeur (bretonisch: Treveur) ist eine französische Gemeinde mit 806 Einwohnern (Stand 1. Januar 2022) im Département Côtes-d’Armor in der Region Bretagne. Sie gehört zum Arrondissement Saint-Brieuc und zum Kanton Broons. Die Bewohner nennen sich Trémeurois(es).

## Geografie
Trémeur liegt etwa 50 Kilometer nordwestlich von Rennes und 38 Kilometer südwestlich von Saint-Malo im Osten des Départements Côtes-d’Armor.

## Geschichte
Die Gemeinde gehörte von 1793 bis 1801 zum District Broons. Zudem war sie von 1793 bis 1801 Teil des Kantons Megrit und ist seit 1801 Teil des Kantons Broons. Seit 1801 ist Trémeur verwaltungstechnisch Teil des Arrondissements Dinan. Erste namentliche Erwähnung von Trémeur als Tremur im Jahr 1249 in einer Urkunde von Roland de Guitté und der Abtei von Boquen.

## Bevölkerungsentwicklung
| Trémeur: Einwohnerzahlen von 1793 bis 2016                                                                                 | Trémeur: Einwohnerzahlen von 1793 bis 2016 | Trémeur: Einwohnerzahlen von 1793 bis 2016 | Trémeur: Einwohnerzahlen von 1793 bis 2016 | Trémeur: Einwohnerzahlen von 1793 bis 2016 |
| --- | ------------------------------------------ | ------------------------------------------ | ------------------------------------------ | ------------------------------------------ |
| Jahr |                                            |                                            |                                            | Einwohner                                  |
| 1793 | 1793                                       |                                            | 880                                        | 880                                        |
| 1800 | 1800                                       |                                            | 737                                        | 737                                        |
| 1806 | 1806                                       |                                            | 760                                        | 760                                        |
| 1821 | 1821                                       |                                            | 957                                        | 957                                        |
| 1831 | 1831                                       |                                            | 965                                        | 965                                        |
| 1836 | 1836                                       |                                            | 981                                        | 981                                        |
| 1841 | 1841                                       |                                            | 947                                        | 947                                        |
| 1846 | 1846                                       |                                            | 1.044                                      | 1.044                                      |
| 1851 | 1851                                       |                                            | 974                                        | 974                                        |
| 1856 | 1856                                       |                                            | 948                                        | 948                                        |
| 1861 | 1861                                       |                                            | 1.009                                      | 1.009                                      |
| 1866 | 1866                                       |                                            | 1.057                                      | 1.057                                      |
| 1872 | 1872                                       |                                            | 1.075                                      | 1.075                                      |
| 1876 | 1876                                       |                                            | 1.066                                      | 1.066                                      |
| 1881 | 1881                                       |                                            | 1.126                                      | 1.126                                      |
| 1886 | 1886                                       |                                            | 1.154                                      | 1.154                                      |
| 1891 | 1891                                       |                                            | 1.161                                      | 1.161                                      |
| 1896 | 1896                                       |                                            | 1.125                                      | 1.125                                      |
| 1901 | 1901                                       |                                            | 1.127                                      | 1.127                                      |
| 1906 | 1906                                       |                                            | 1.175                                      | 1.175                                      |
| 1911 | 1911                                       |                                            | 1.185                                      | 1.185                                      |
| 1921 | 1921                                       |                                            | 1.059                                      | 1.059                                      |
| 1926 | 1926                                       |                                            | 1.019                                      | 1.019                                      |
| 1931 | 1931                                       |                                            | 988                                        | 988                                        |
| 1936 | 1936                                       |                                            | 891                                        | 891                                        |
| 1946 | 1946                                       |                                            | 793                                        | 793                                        |
| 1954 | 1954                                       |                                            | 764                                        | 764                                        |
| 1962 | 1962                                       |                                            | 719                                        | 719                                        |
| 1968 | 1968                                       |                                            | 658                                        | 658                                        |
| 1975 | 1975                                       |                                            | 592                                        | 592                                        |
| 1982 | 1982                                       |                                            | 595                                        | 595                                        |
| 1990 | 1990                                       |                                            | 613                                        | 613                                        |
| 1999 | 1999                                       |                                            | 627                                        | 627                                        |
| 2006 | 2006                                       |                                            | 682                                        | 682                                        |
| 2011 | 2011                                       |                                            | 692                                        | 692                                        |
| 2016 | 2016                                       |                                            | 752                                        | 752                                        |
| Quelle(n): EHESS/Cassini bis 1999, INSEE ab 2006 Anmerkung(en): Ab 1962 offizielle Zahlen ohne Einwohner mit Zweitwohnsitz |                                            |                                            |                                            |                                            |

Die zunehmende Mechanisierung der Landwirtschaft und die hohe Anzahl Gefallener des Ersten Weltkriegs führten zu einem Absinken der Einwohnerzahlen bis auf die Tiefststände in neuerer Zeit.

## Sehenswürdigkeiten
Siehe auch: Liste der Monuments historiques in Trémeur
- Dorfkirche Saint-Pierre (12.–15. Jahrhundert), seit 1926 als Monument historique eingeschrieben
- Priorei/Spital Saint-Georges; erbaut teils 1346, teilweise im 16. Jahrhundert
- Maison de La Fontaine-Glé aus der Zeit um 1600
- Herrenhaus Manoir des Portes in Les Portes aus dem 16. Jahrhundert
- Herrenhäuser L’Abbay (15. Jahrhundert) und Le Noday (16. Jahrhundert)
- das Pfarrhaus aus dem 18. Jahrhundert
- die Dorfschule aus dem 19. Jahrhundert
- Kalvarienberg Saint-Thyas aus dem 16. Jahrhundert
- Denkmal für die Gefallenen[3]

Quelle: